# Manfred Trümper
Manfred Trümper (* 5. Juli 1934 in Wernigerode; † 22. November 2024 in Uzès, Frankreich) war ein deutscher theoretischer Physiker, der sich insbesondere mit Allgemeiner Relativitätstheorie (ART) befasste.

## Biografie
Trümper studierte nach dem Abitur in Bernburg ab 1952 an der Martin-Luther-Universität Halle-Wittenberg in Halle unter anderem bei Ott-Heinrich Keller und Herbert Grötzsch und an der Universität Hamburg Physik mit dem Diplom 1959 und der Promotion bei Pascual Jordan 1962 (Beiträge zur Theorie der Kurvenkongruenzen in Einsteinschen Gravitationsfeldern). Als Post-Doktorand war er an der Syracuse University und der Yeshiva University bei Peter Bergmann. Er war Associate Professor an der Texas A&M University, hatte Professuren in Oran in Algerien und in Bukavu in Zaire, war Gastprofessor an der Ingenieursschule Enssat in Lannion und der Universität Rennes 1 und war in der Gruppe von Jürgen Ehlers am Max-Planck-Institut für Astrophysik in München. 1992 bis zu seinem Ruhestand 1999 war er Repräsentant des TÜV Süd in China und Japan. Danach zog er nach Uzès.
Er war der jüngere Bruder des Astrophysikers Joachim Trümper. Am 22. November 2024 starb Manfred Trümper im Alter von 90 Jahren in Uzès, Frankreich.
Manfred Trümper war Mitglied der Deutschen Physikalischen Gesellschaft und der International Society on General Relativity and Gravitation.

## Lehre
Außer mit ART befasste er sich mit Lasertheorie, Geometrie der klassischen Mechanik und dem Collatz-Problem.
Seine explizite, vollständige Lösung des Solitär-Problems wurde in der Zeitschrift GEO (Februar 1993) beschrieben.
Seine Arbeit zur raumzeitlichen Aufspaltung der Bianchi-Identitäten in der ART wurde 2021 als „Golden Oldie“ der International Society on General Relativity and Gravitation in der Zeitschrift General Relativity and Gravitation wiederveröffentlicht.

## Veröffentlichungen (Auswahl)
- Mechanik, eine Einführung in die Grundvorstellungen der Physik. Steinkopff, Darmstadt 1980.
- mit Wolfgang Kundt: Beiträge zur Theorie der Gravitationsstrahlungsfelder. Abh. Math.Naturw. Klasse, Akad. Wiss. Mainz, 12, 1962, 969.
- mit Jürgen Ehlers, Ruprecht Schattner Unified description of the motion of extended bodies in Newtons and Einsteins theory of gravitation. 9. Int. Conf. General Relativity Gravitation, Jena 1980.
- Lagrangian mechanics and the geometry of configuration spacetime. In: Annals of Physics. Band 149, Nr. 1, 1983, S. 203–233, doi:10.1016/0003-4916(83)90305-6.